# Wyeomyia smithii
Wyeomyia smithii är en tvåvingeart som först beskrevs av Daniel William Coquillett 1901.  Wyeomyia smithii ingår i släktet Wyeomyia och familjen stickmyggor. Inga underarter finns listade i Catalogue of Life.